# Móricz Zsigmond körtér
Móricz Zsigmond körtér est une vaste place triangulaire située à la jonction des quartiers de Szentimreváros et de Lágymányos dans le 11e arrondissement de Budapest. Traversée par Bartok Béla út, Karinthy frigyes út et Villányi út, cette place constitue un pôle de transport central de la capitale hongroise. D'une part, elle organise la circulation routière vers l'ouest et le sud de la ville, d'autre part, c'est de là que partent de nombreuses lignes de tramways et d'autobus. On y trouve également la station Móricz Zsigmond körtér de la ligne   du métro de Budapest.

## Localisation
La place se trouve à environ 4 kilomètres de la "Pierre du Kilomètre Zéro" duquel sont calculées toutes les distances routières entre la capitale et le reste du pays.
Elle se situe à la frontière de deux quartiers, Szentimreváros et Lágymányos dans le 11e arrondissement de Budapest. Quatre grandes artères du sud de Buda irriguent cette place : Bartók Béla út reliant Szent Gellért tér à la gare de Budapest-Kelenföld qui traverse la place du sud-ouest au nord-est, Villányi út au nord-ouest, à l'est Karinthy Frigyes út et au sud Fehérvári út, "l'avenue de Székesfehérvár" menant à des quartiers périphériques et à la gare de Budafok-Albertfalva.